# Риваре, Моника Альбертовна
Моника Альбертовна Ри́варе (латыш. Monika Rivare; род. 27 мая 1933 года, Берзгальская волость, Латвия) — бригадир утководческой фермы совхоза «Аглона» Прейльского района Латвийской ССР, Герой Социалистического Труда.

## Биография
Родилась в 1933 году в Латвии. Латышка. С 1953 года, после окончания сельскохозяйственной школы, — зоотехник, позднее птицевод, бригадир утководческой фермы совхоза «Аглона» Прейльского района Латвийской ССР.
Член КПСС с 1959 года. Член ЦК Компартии Латвии.
Указом Президиума Верховного Совета СССР от 22 марта 1966 года присвоено звание Героя Социалистического Труда с вручением ордена Ленина и золотой медали «Серп и Молот».
Избиралась депутатом Верховного Совета СССР 8-го и 10-го созывов, Верховного Совета Латвийской ССР 6-го, 9-го и 11-го созывов. Заслуженный зоотехник Латвийской ССР, заслуженный наставник работающей молодёжи Латвийской ССР.
С 1990 года на пенсии. Живёт в Латвии.

## Награды
- золотая медаль «Серп и Молот» (22.03.1966)
- два ордена Ленина (22.03.1966; 27.12.1976)
- орден Октябрьской Революции (08.04.1971)
- орден Дружбы народов (07.07.1986)
- медали[3]